# Megaselia bowlesi
Megaselia bowlesi är en tvåvingeart som beskrevs av Ronald Henry Lambert Disney 1981. Megaselia bowlesi ingår i släktet Megaselia och familjen puckelflugor.
Artens utbredningsområde är Sri Lanka. Inga underarter finns listade i Catalogue of Life.